# Коврига Сергій Володимирович
Сергі́й Володи́мирович Коври́га (псевдо Лялік; 17 квітня 1962 Вінниця — 27 липня 2014, Лутугинський район Луганська область, Україна) — український військовик, підполковник, вояк 24-й батальйон територіальної оборони «Айдар» ЗСУ. Учасник бойових дій. Член Гайсинської районної Спілки ветеранів Афганістану. Керівник Управління МНС України в місті Севастополі (2007). Активний учасник подій на Майдані. Загинув у ході війни на сході України поблизу населених пунктів Лутугине, Успенка, Георгіївка.
Лицар ордена Богдана Хмельницького.

## Життєпис
Сергій Коврига народився 17 квітня 1962 року в місті Вінниця у родині медиків. Закінчив Камянець-Подільське вище військово-інженерне командне училище імені маршала інженерних військ Харченка В. К., за спеціальністю інженер. Проходив службу в Збройних силах Радянського Союзу, а згодом — у Збройних силах України. Був командиром інженерного взводу в/ч 23464 у 1983—1987 роках. У 1987—1993 роках був командиром взводу-викладачем ВУС-5002013 в/ч 35600.
Служив у навчальному авіаційному центрі Гайсина командиром навчального взводу — викладачем ВУС 5602003, 253 військова авіаційна школа механіків 14 ВА у 1993—1997 роках.
Сергій Коврига перевівся в інженерну частину в село Семирічку Гайсинського району, був начальником відділу зберігання ВОС-1003003, 5909 складу інженерних боєприпасів (І розряду) у 1997–2001 роках.
У 2001–2002 роках — був командиром взводу інженерної роботи, 3-й окремий інженерний батальйон Українського миротворчого контингенту місії ООН у Лівані.
Сергій Коврига у 2007 році був призначений керівником Управління МНС України в м. Севастополі. Брав участь у миротворчій операції в Лівії 2012 року. З 2008 по 2013 рік служив у піротехнічній службі МНС України в м. Севастополі, очищав територію Криму від наслідків Другої світової війни.

### Євромайдан та війна на Донбасі
Сергій Коврига був активним учасником Революція гідності та подій на Майдані.
У березні 2014 року присвоєно звання підполковника. У квітні 2014 року вступив до штурмового батальйону «Айдар», з перших днів брав участь в АТО.

Вояки «Айдару» Сергій Коврига (Лялік) і старший лейтенант Ігор Римар (Сірко) за день до загибелі

Сергій Коврига загинув 27 липня 2014 року під час бойових дій батальйону «Айдар» біля населених пунктів Лутугине, Успенка, Георгіївка Лутугинського району Луганської областї. Того дня в боях також загинули айдарівці старший лейтенант Ігор Римар, старший прапорщик Сергій Шостак, сержант Микола Личак, старший солдат Іван Куліш, солдати Іолчу Алієв, Віталій Бойко, Ілля Василаш, Михайло Вербовий, Олександр Давидчук, Орест Квач, Станіслав Менюк.
30 липня 2014 року Сергія Ковригу поховано на цвинтарі міста Гайсина. У Сергія Ковриги залишились дружина, дві доньки та син.

## Вшанування пам'яті
14 жовтня 2014 року в місті Гайсині на будівлі міського краєзнавчого музею урочисто відкрито меморіальну дошку Сергію Володимировичу Ковризі. Відкрито фото-експозицією, присвяченою пам'яті Сергія Ковриги, в одному із залів краєзнавчого музею.
18 грудня 2015 року в школі села Озаринці відбулося урочисте відкриття меморіальних дощок озаринчанам: Ковризі Сергію Володимировичу, Соколовському Віктору Івановичу та Конязі Володимиру Анатолійовичу, які загинули на сході, захищаючи від ворога честь, свободу і територіальну цілісність України.
У Могилеві-Подільському перейменують вулицю на честь Сергія Ковриги.

## Нагороди
26 лютого 2015 року за особисту мужність і героїзм, виявлені у захисті державного суверенітету та територіальної цілісності України, вірність військовій присязі під час російсько-української війни, відзначений — Коврига Сергій Володимирович нагороджений орденом Богдана Хмельницького III ступеня (посмертно).